# Érase una vez España
Érase una vez España es un libro de historia del filósofo político, historiador de la filosofía e historiador de las ideas políticas José Luis Villacañas Berlanga sobre la historia de los judíos en España durante la Corona de Castilla hasta su Expulsión de los judíos de España en 1492.

## Temática

#### El mal radical para Kant
El libro comienza con la demarcación filosófica kantiana del mal radical. Para Kant el ser humano no es malo, sus obras pueden serlo. "La perversión consiste en no ver al otro y encierra el peligro de producir ceguera mental". Esta perversión produce las maldad de los actos y el mal radical. Para Carlos Gil Gandía el autor remite en la utilización del término 'españolez' a Rafael Sánchez Ferlosio.

#### Leyenda de Don Illán
Continúa Villacañas con la narración de la leyenda de Don Illán que aparece narrada en el "Cuento XI: Lo que sucedió a un deán de Santiago con don Illán, el mago de Toledo" de la obra de Don Juan Manuel, "El conde Lucanor" (1331-1335). En esta leyenda Don Illán no se prestaría a dar su conocimiento al Deán ya que sabe que le despreciará más adelante cuando use dicho conocimiento en su propio beneficio y prosperidad y llegaría incluso a consentir u ordenar su muerte o su destierro. La leyenda cuestiona la razón por la que las diferentes generaciones de judíos, presentes en Hispania desde el siglo IV, ayudaron a los diferentes monarcas a su supervivencia y consolidación y cuáles fueron las razones de su persecución y finalmente expulsión. Según el autor la debilidad de la monarquía y la presión de la orden de los dominicos que dominaron los tribunales de la Inquisición española, junto con la presión de los nobles, consumo la expulsión de los judíos de España en 1492. 
Expone el autor como se produce la evolución en el pensamiento de los conversos, su relación con el judaísmo, la importancia de estos en el pensamiento cristiano europeo y como se produjeron las distintas fases de conversión de los judeoconversos, relacionadas con la violencia hacia las comunidades judías y en concreto la terrible Masacre antisemita de 1391.

#### Pogromo de 1391 - conversiones forzadas del5151
Historiográficamente, a esta masacre se la ha denominado con el término centroeuropeo "pogromo" y en hebreo: גזירות קנ"א‎, Gzirot kana, «pogromo» o «conversiones forzadas del 5151» (año correspondiente en el calendario hebreo).

## Interpretación
En el apartado "Epílogo y moraleja" expone el autor, como resumen e interpretación de los hechos narrados en capítulos anteriores, que durante los siglos XIV a XVI se dio una lucha entre dos elites con conceptos distintos de los que debía ser España, una era la de los sefarditas conversos, con un programa de libertad, entre reinos, de mestizaje e integración racial, de un cristianismo renovado, defensor de las ciudades, el comercio y la economía productiva, a favor de las letras, el buen castellano y la amista civil, frente a la elite formada por el señorío militar y la tiranía nobiliaria. "Fueron derrotados y escarmentados por los mismos reyes que ellos encumbraron en medio de una guerra civil contra los nobles que apoyaron a la Beltraneja".
Estas elites vencedoras con el apoyo final de los Reyes Católicos se instalaron en el Consejo de la monarquía castellana y en el Consejo de la Suprema Inquisición. Esta institución persiguió de manera constante a los conversos después de la expulsión de 1492 apoyándose en los Estatutos de limpieza de sangre y en difusión desde los púlpitos de la demonización de judíos y conversos que caló en el pueblo. Los que en la historia de España denunciaron estas prácticas, el sometimiento del pueblo a la incultura, el ejercicio discrecional del poder regio fueron pocos: Diego Hurtado de Mendoza, Juan de Mariana, Mateo Alemán, Diego de Saavedra Fajardo, Baltasar Gracián, Melchor Rafael de Macanaz, el marqués de Esquilache, Gregorio Mayans y Siscar, Gaspar Melchor de Jovellanos, Juan Sempere y Guarinos, León de Arroyal, Ramón de Mesonero Romanos, Mariano José de Larra, Francisco Pi i Margall y, señala el autor, "todos los que con la eclosión de finales del siglo XIX lanzaron el grito de avanzar hacia una nueva España". El ejercicio del poder en España hasta 1978 se habría hecho profundizando en la división y la exclusión, de manera trágica y violenta, mediante la expulsión, el exterminio, el terror y el miedo; con violencia jurídica sistemática. Todo lo diferente resultaría sospechoso y merece castigo y eliminación, no cabe escuchar, ni consensuar, ni negociar, ni respetar: judío se convertirá en un insulto, un pecado, una deshumanización para el así insultado:

"Así, tras el converso y el judío, tomó el relevo el protestante en los siglos XVI y XVII, el afrancesado en el XVIII, el liberal en la primera mitad del XIX, el republicano, el federalista o el anarquista en la segunda mitad del mismo siglo, el rojo en el XX, el nacionalista en el XXI. De este modo, el antisemitismo generó una pauta y se proyectó y generalizó como estilo que siempre debía marcar al diferente, para sí impedir el surgimiento de cualquier otra elite intelectual capaz de disputar a las distintas corporaciones dominantes su monopolio. La noche del franquismo fue la perfección última de esta larga historia."

El libro termina con un poema del autor renacentista Juan del Encina (1468-1529): "Triste España sin ventura..."

## Índice
- Brulotes. El mundo es un pañuelo, por Javier López González
- Érase una vez España. El mal radical de la españolez
- 0.- Mal radical.
- 1.- Un canónigo quiere aprender.[12][13]
- 2.- Abraham ibn Daud toma una decisión.
- 3.- La verdadera magia.
- 4.- Nahmánides escribe un informe.
- 5.- El rey Sabio que deja de serlo.
- 6.- La cábala consuela.
- 7.- Se define un programa.
- 8.- Violencia general bajo Pedro I.
- 9.- 1391: la furia.
- 10.- Una nueva elite.
- 11.- Alfonso de Cartagena y la segunda generación de conversos.
- 12.- La tercera generación de conversos.
- 13.- La tormenta.
- 14.- El mal radical.
- 15.- Epílogo y moraleja.